# Gare de Belleperche
La gare de Belleperche est une ancienne gare ferroviaire française de la ligne de Castelsarrasin à Beaumont-de-Lomagne, située sur le territoire de la commune de Cordes Tolosannes dans le département de Tarn-et-Garonne, en région Occitanie.
Elle est mise en service en 1904 par la Compagnie des chemins de fer du Midi et du Canal latéral à la Garonne et fermée au service des voyageurs en 1937.

## Situation ferroviaire
Établie à 86 mètres d'altitude, la gare de Belleperche est située au point kilométrique (PK) 194,73 de la ligne de Castelsarrasin à Beaumont-de-Lomagne (voie unique), entre les gares de Castelsarrasin et de Labourgade (fermée). L'ITE du Silo (en service) est liée au site de la gare.

## Histoire
La gare de Belleperche est mise en service le 9 octobre 1904 par la Compagnie des chemins de fer du Midi et du Canal latéral à la Garonne, lorsqu'elle ouvre à l'exploitation la voie unique de sa ligne de Castelsarrasin à Beaumont-de-Lomagne.
Elle est, comme la ligne, fermée au service des voyageurs le 22 mai 1937.
La ligne est entièrement rénovée, en septembre 2012, pour notamment pérenniser la desserte des installations terminales embranchées (ITE) en service, ce qui représente une centaine de circulations de trains de fret SNCF par an.

## Installation Terminale embranchée
L'ancienne gare est intégrée dans le site du silo de l'entreprise Maisagri qui dispose d'une ITE en service.

## Patrimoine ferroviaire
L'ancien bâtiment voyageurs et l'ancienne halle à marchandises sont toujours présents sur le site. Ils sont utilisés par l'entreprise Maisagri qui y a installé son siège.